# Дом Гейденрейха
Дом Г. Г. Гейденрейха или Санкт-Петербургский частный коммерческий банк или Дом Глуховского — историческое здание, построенное в конце 1770-х годов в стиле русский классицизм. Расположено в Санкт-Петербурге по адресам Невский проспект, 1 и Адмиралтейский проспект, 4.

## История
Первоначальное здание на пересечении Невского и Адмиралтейского проспектов было воздвигнуто в конце 1770-х годов. Оно было четырёхэтажным, выполнено в стиле раннего классицизма и предназначалось для саксонского прапорщика Георга Гейденрейха, переместившего в новое строение свой трактир из Дома Овцына (Невский проспект, 16). В 1784 году 19-летний шотландец Джон Пикерсгиль открыл в здании «Английский магазин», позднее перенесённый в дом по адресу Невский проспект, 16. Около 1790 года в доме Гейденрейха появилась «Немецкая лавка». В здании также располагалась гостиница «Лондон», пользовавшаяся популярностью у петербургской знати и иностранных гостей. В ней в разное время останавливались Адам Мицкевич (в 1824 году) и Александр Герцен (в декабре 1839 года). Пребывание первого, однако, не задокументировано, а второй заплатил за двухкомнатный номер 40 рублей за неделю. Угол здания был округлённым и на уровне двух верхних этажей украшен пилястрами, что делало его схожим с дугообразными колоннадами дома Н. И. Чичерина (Невский проспект, 15).
С осени 1835 г. гостиница "Лондон" находилась в доме Крюковской, что на углу Гороховой улицы и Адмиралтейского проспекта (ныне дом № 1 по Гороховой, угол Адмиралтейского проспекта № 8. В декабре 1839 г. Александр Герцен жил по этому адресу - гостиница "Лондон" в доме Крюковской.
Во второй половине 1790-х годов здание приобрёл петербургский ресторатор Филип Якуб Демут, а после его смерти в 1804 году оно перешло к его дочери Елизавете. В 1840-х годах здание оказалось в собственности купца Ш. Е. Греффа, ранее (с 1820-х годов) владевшего его частью и открывшего там книжный магазин. В 1849 году в доме появился художественный магазин купца Джузеппе Дациаро, чьи литографии к тому времени получили популярность в Москве, что дало ему возможность открыть дело и в Петербурге. В 1854 году были установлены витрины с деревянной отделкой по рисунку И. И. Шарлеманя. Дело Джузеппе Дациаро, переехавшего жить в сам дом и умершего в 1865 году, продолжили его дети. Сам магазин просуществовал до начала XX века.
В 1880 году дом Гейденрейха был приобретён генерал-майором А. И. Глуховским. Он распорядился построить два шестиэтажных дворовых флигеля, что позволило увеличить площадь, сдаваемую в аренду. В 1910—1911 годах здание было продано Санкт-Петербургскому частному коммерческому банку. К тому времени в доме располагались правления различных акционерных обществ. Новые владельцы полностью перестроили здание по проекту архитектора В. П. Цейдлера. Были добавлены пятый и мансардный этажи, во дворе появилась 11-метровая железобетонная перемычка, внутри были созданы парадный вестибюль с мраморной лестницей, а также новые кабинеты.
С 1922 года в доме Гейденрейха располагалось издательство «Прибой». В 1920—1930-х годах в здании располагалось Ленинградское отделение РОСТА, а в последующие десятилетия — «Главленинградстрой».